# Hesperantha pseudopilosa
Hesperantha pseudopilosa är en irisväxtart som beskrevs av Peter Goldblatt. Hesperantha pseudopilosa ingår i släktet Hesperantha och familjen irisväxter. Inga underarter finns listade i Catalogue of Life.